# RAC Tourist Trophy 1953

Streckenverlauf

Die 20.  RAC Tourist Trophy, auch Tourist Trophy, Dundrod, fand am 5. September 1953 auf dem Straßenkurs Dundrod Circuit rund um die nordirische Kleinstadt Dundrod statt und war der sechste Wertungslauf der Sportwagen-Weltmeisterschaft dieses Jahres.

## Das Rennen
Mit dem Beginn der Sportwagen-Weltmeisterschaft wurde 1953 die RAC Tourist Trophy in den Rennkalender aufgenommen. Das vom Royal Automobile Club organisierte Rennen war eine der ältesten Rennveranstaltungen in Großbritannien. 1905 wurde die Trophy erstmals auf dem Highroads Course auf der Isle of Man ausgetragen und endete mit einem Sieg von John Napier auf einem Arrol-Johnston.
Nach einigen Unterbrechungen in den 1920er-Jahren und 1940er-Jahren wurde das Rennen 1950 erstmals nach dem Zweiten Weltkrieg wieder ausgefahren. Als Sieger wurde Stirling Moss auf einem Jaguar XK 120 abgewinkt.
1953 war eine Vielzahl an britischen Spitzenfahrern am Start; Werkswagen waren von Jaguar, Aston Martin, Frazer Nash und Kieft gemeldet. Am Ende blieben Peter Collins und Pat Griffith auf einem Aston Martin DB3S siegreich.

## Ergebnisse

### Schlussklassement
| 1               | S 3.0 | 20 | Aston Martin        | Peter Collins Pat Griffith            | Aston Martin DB3S      | 106 |
| 2               | S 3.0 | 18 | Aston Martin        | Reg Parnell Eric Thompson             | Aston Martin DB3S      | 106 |
| 3               | S 5.0 | 7  | Jaguar Cars Ltd.    | Stirling Moss Peter Walker            | Jaguar C-Type          | 103 |
| 4               | S 3.0 | 22 | Graham Whitehead    | Tony Gaze Graham Whitehead            | Aston Martin DB3       | 102 |
| 5               | S 3.0 | 21 | Robert Dickson      | Robert Dickson Desmond Titterington   | Aston Martin DB3       | 101 |
| 6               | S 2.0 | 6  | Frazer Nash Ltd.    | Ken Wharton Ernie Robb                | Frazer-Nash Le Mans    | 101 |
| 7               | S 5.0 | 12 | Joe Kelly           | Joe Kelly Jack Fairman                | Jaguar C-Type          | 98  |
| 8               | S 2.0 | 27 | Frazer Nash Ltd.    | Bob Gerard David Clarke               | Frazer-Nash Le Mans    | 95  |
| 9               | S 1.5 | 36 | Redmond Gallagher   | Pierce Cahill Redmond Gallagher       | Gordini T15S           | 86  |
| 10              | S 1.5 | 40 | Peter Jackson       | Peter Jackson Peter Lane              | Lester T51             | 86  |
| 11              | S 2.0 | 28 | Rodney Peacock      | Rodney Peacock Gerry Ruddock          | Frazer-Nash Le Mans    | 82  |
| 12              | S 1.5 | 44 | Gregor Grant        | Raymond Flower George Phillips        | MG TD                  | 81  |
| 13              | S 1,5 | 35 | Peter Reece         | Peter Reece Gil Tyrer                 | Singer SM1500          | 81  |
| 14              | S 750 | 49 | Ecurie Jeudy-Bonnet | George Trouis Alfred Hitschings       | DB HBR                 | 74  |
| Ausgefallen     |       |    |                     |                                       |                        |     |
| 15              | S 2.0 | 33 | Kieft Cars          | C. Hazelhurst P. Thompson             | Kieft                  | 62  |
| 16              | S 750 | 50 | Ecurie Jeudy-Bonnet | Pousse Jeff Sparrowe                  | DB HBR                 | 59  |
| 17              | S 5.0 | 8  | Jaguar Cars Ltd.    | Peter Whitehead Ian Stewart           | Jaguar C-Type          | 51  |
| 18              | S 2.0 | 34 | Kieft Cars          | Ian Burgess Austen Nurse              | Kieft                  | 46  |
| 19              | S 2.0 | 26 | Frazer Nash Ltd.    | John Fitch Peter Wilson               | Frazer-Nash Le Mans    | 44  |
| 20              | S 2.0 | 30 | Laurence Mitchell   | Laurence Mitchell Peter Scott-Russell | Frazer-Nash High Speed | 42  |
| 21              | S 3.0 | 19 | Aston Martin        | Roy Salvadori Dennis Poore            | Aston Martin DB3S      | 33  |
| 22              | S 1.5 | 43 | Brian McCaldin      | Brian McCaldin Charles Eyre-Maunsell  | MG TD                  | 29  |
| 23              | S 1.5 | 41 | Ted Lund            | Ted Lund William Robertson            | Jowett Jupiter         | 15  |
| 24              | S 2.0 | 32 | Kieft Cars          | Dan Calvert R. Green                  | Kieft                  | 10  |
| 25              | S 5.0 | 6  | Jaguar Cars Ltd.    | Tony Rolt Duncan Hamilton             | Jaguar C-Type          | 5   |
| 26              | S 1.5 | 39 | Horace Gould        | Horace Gould I. Lewis                 | Cooper T21             | 2   |
| 27              | S 2.0 | 33 | Ecurie Kenya        | John Manussis C. Dunham               | Jaguar C-Type          | 1   |
| Nicht gestartet |       |    |                     |                                       |                        |     |
| 28              | S 5.0 | 17 | HWM Motors          | George Abecassis Lance Macklin        | HWM                    | 1   |

1 Defekt an der Antriebswelle

### Nur in der Meldeliste
Hier finden sich Teams, Fahrer und Fahrzeuge, die ursprünglich für das Rennen gemeldet waren, aber aus den unterschiedlichsten Gründen daran nicht teilnahmen.
| Pos. | Klasse | Nr. | Team                | Fahrer                               | Chassis                     |
| ---- | ------ | --- | ------------------- | ------------------------------------ | --------------------------- |
| 29   | S 5.0  | 9   | Ecurie Ecosse       | James Scott-Douglas Ninian Sanderson | Jaguar C-Type               |
| 30   | S 5.0  | 10  | Ecurie Ecosse       | Jimmy Stewart John Lawrence          | Jaguar C-Type               |
| 31   | S 5.0  | 11  | Ecurie Ecosse       |                                      | Jaguar C-Type               |
| 32   | S 5.0  | 15  | John Swift          | John Swift C. N. Heath               | Jaguar C-Type               |
| 33   | S 5.0  | 16  | Tommy Wisdom        | Leslie Johnson Bert Hadley           | Jaguar C-Type               |
| 34   | S 3.0  | 23  | Gordini             | Salvatore Casella                    | Gordini T15S                |
| 35   | S 3.0  | 24  | Gordini             | Franco Bordoni-Bisleri               | Gordini T15S                |
| 36   | S 3.0  | 29  | John Walton         | John Walton Peter Bolton             | Frazer Nash Le Mans Replika |
| 37   | S 2.0  | 31  | Syd Greene          | Jim Meyers Mike Keen                 | Frazer Nash Le Mans         |
| 38   | S 1.5  | 37  | Porsche KG          |                                      | Porsche 550                 |
| 39   | S 1.5  | 38  | Porsche KG          |                                      | Porsche 356 1500            |
| 40   | S 1.5  | 42  | Bob Said            | Bob Said                             | Osca MT4                    |
| 41   | S 1.1  | 45  | Porsche KG          |                                      | Porsche 356 1100            |
| 42   | S 1.1  | 46  | Hans Tanner         | Riccardo di Bona                     | Stanguellini Bialbero       |
| 43   | S 750  | 47  | Hans Tanner         | Charles Maunsell                     | Stanguellini Bialbero       |
| 44   | S 750  | 48  | Bizeray             | Louis Bizeray Bizeray                | Renault 4CV 1063            |
| 45   | S 750  | 51  | Ecurie Jeudy-Bonnet | Deneziere Leonard Potter             | DB HBR                      |

### Klassensieger
| Klasse | Fahrer        | Fahrer            | Fahrzeug            | Platzierung im Gesamtklassement |
| ------ | ------------- | ----------------- | ------------------- | ------------------------------- |
| S 5.0  | Stirling Moss | Peter Walker      | Jaguar C-Type       | Rang 3                          |
| S 3.0  | Peter Collins | Pat Griffith      | Aston Martin DB3S   | Gesamtsieg                      |
| S 2.0  | Ken Wharton   | Ernie Robb        | Frazer Nash Le Mans | Rang 6                          |
| S 1.5  | Pierce Cahill | Redmond Gallagher | Gordini T15S        | Rang 9                          |
| S 750  | George Trouis | Alfred Hitschings | DB HBR              | Rang 14                         |

### Renndaten
- Gemeldet: 45
- Gestartet: 27
- Gewertet: 14
- Rennklassen: 5
- Zuschauer: unbekannt
- Wetter am Renntag: nebelig
- Streckenlänge: 11,935 km
- Fahrzeit des Siegerteams: 9:37:12,000 Stunden
- Gesamtrunden des Siegerteams: 106
- Gesamtdistanz des Siegerteams: 1265,083 km
- Siegerschnitt:  131,506 km/h
- Pole-Position: unbekannt
- Schnellste Rennrunde: Peter Walker – Jaguar C-Type (#7) – 5:01,000 = 142,741 km/h
- Rennserie: 6. Lauf zur Sportwagen-Weltmeisterschaft 1953